# گوردخمه‌های تخت طاووس (۲)
گوردخمه‌های تخت طاووس (۲) مربوط به دوره ساسانیان است و در شهرستان مرودشت، بخش سیدان، دامنه غربی کوه رحمت واقع شده و این اثر در تاریخ ۲۲ مرداد ۱۳۸۴ با شمارهٔ ثبت ۱۳۳۲۹ به‌عنوان یکی از آثار ملی ایران به ثبت رسیده است.